# Black Buddafly
Black Buddafly es una banda de R&B de Alemania, integrada por las hermanas gemelas de Amina (cabello rubio), nombre completo Aminata Schmahl) y Jazz (cabello castaño, nombre completo Safietou Schmahl, apellido Safi), nacidas en 1983 en Hamburgo, Alemania. Tienen una madre alemana y padre de Senegal, África. La hermana mayor, nació en 1982, Sophie (apodo: Bandi), dejó en 2007 para dar a luz. La familia se completa con la media más joven hermana.

## Formación
Ya los padres praticaban la música. La madre cantaba y su padre tocó la música jazz. Sucedió que el maestro Axel Bergstedt vivía en la misma calle de la ciudad de Hamburgo en el norte de Alemania. Fue en ese momento director de la Asociación de Johann Sebastian Bach con orquestas, coros y coro de niños, y convidó las niñas a participar en el coro de niños. Así formaron sus voces con las obras más famosas de Johann Sebastian Bach, pero también con obras como "El Mesías" de Georg Friedrich Händel, y la música de ópera, musicales y la música popular y el góspel. Fueron elegidas como presidente del coro y la asociación de la juventud. Un momento especial fue la participación del coro de los niños en el grand musical Ronja Räubertochter (Ronja, la hija del bandolero), composición de Axel Bergstedt sobre el famoso libro por la autora Astrid Lindgren. Sophie (Bandi) asumió el papel de Birk, el novio de Ronja. Poco después fundaron la banda Choyce, participaban en proyectos de góspel, y fueron contratadas por BMG Alemania.
En 2002, las tres chicas viajaron a Nueva York, con solo $ 600 en sus manos. Dentro de unas semanas, casi como en un cuento de hadas, fueron capaces de ponerse en contacto con Fabricantes, famosos cantantes y bandas y fueron invitadas a presentaciones.
En 2004 cambiaron su nombre a Black Buddafly. Encontraron el pionero de la hip-hop Russell Simmons y fueron contratadas por su empresa, el RSMG. En 2005 llegó "Rock-A-Bye" y 2006 "Bad Girl" con el rapero Fabolous.

## Discografía

### Álbumes
- 2007: Black Buddafly

| Ano  | Título                  | Posiciones en las listas | Posiciones en las listas | Posiciones en las listas | Posiciones en las listas | Álbum                                  |
| Ano  | Título                  | US Hot 100               | US R&B/Hip-Hop           | UK Singles Chart         | AUS Top 50               | Álbum                                  |
| ---- | ----------------------- | ------------------------ | ------------------------ | ------------------------ | ------------------------ | -------------------------------------- |
| 2005 | "Rock-A-Bye"            | -                        | #70                      | -                        | -                        | Black Buddafly                         |
| 2006 | "Bad Girl ft. Fabolous" | -                        | #101                     | -                        | -                        | Black Buddafly; Waist Deep Soundtrack. |

## Fotos
- Fotos do Flickr